# Зудин, Владимир Михайлович
Владимир Михайлович Зудин (22 июля (4 августа) 1908 года, Зея, Приамурское генерал-губернаторство, Российская империя — 4 декабря 1999 года, Магнитогорск, Челябинская область, Российская Федерация) — советский и российский инженер-металлург, директор Магнитогорского металлургического комбината (1960—1961), профессор Магнитогорского горно-металлургического института.

## Биография

### Детство и юность
Владимир Зудин родился 4 августа 1908 года в городе Зея Приамурское генерал-губернаторство Российской империи (ныне Амурская область, Российская Федерация), его отец Михаил Александрович работал на приисках, а мать Татьяна Даниловна работала портнихой. Родители Владимира Зудина были грамотными людьми, грамоте они обучили и своего сына, что позволило ему поступить сразу в третий класс школы.
В 1924 году Владимир Зудин поступал в один из техникумов города Благовещенска, однако он провалил один из вступительных экзаменов, здесь же Владимир Михайлович окончил восьмилетнюю школу, после чего вернулся свой родной город. Работал на электростанции, вступил в Комсомол, активно вел общественную деятельность, был послан восстанавливать промышленность на Урал.

### Трудовая деятельность
В 1926 году работал поденщиком на Верх-Исетском завод, затем перебрался в город Надеждинск (ныне Серов), где работал кателем и машинистом подъёма. Владимир Михайлович продолжал вести активную общественную деятельность, он был секретарем комсомольской организации, депутатом надеждинского городского совета, членом ревизионной комиссии исполнительного комитета городского Совета народных депутатов.
В 1928 году Владимир Михайлович Зудин стал членом Всесоюзной коммунистической партии (позже КПСС), окончил партийную школу, был пропагандистом. В 1929 году он несколько месяцев работал на Таганрогском металлургическом заводе, затем Зудин поступил в местный индустриальный техникум на специальность доменщика.
В 1931 году Зудин перевёлся в Днепропетровский горный институт на дневное отделение, однако ввиду финансовой необходимости, вскоре переводится на вечернее отделение и поступает работать на Днепропетровский завод горного оборудования. Занимал должности конструктора, старшего конструктора, руководителя группы проектного отдела.
В 1933 году Владимир Михайлович окончил Днепропетровский горный институт, получил квалификацию инженера-металлурга и уехал работать на Кузнецкий металлургический комбинат. Здесь Зудин работал горновым, старшим горновым, мастером доменной печи, начальником доменной печи и начальником смены.
В 1937 году Зудин окончил Сибирский металлургический институт по специальности «металлургия чугуна», после этого он перешел на работу в центральную заводскую лабораторию Кузнецкого металлургического комбината, где занимал должности инженера-исследователя (1937—1939), работал руководителем группы технического отдела, старшим инженером технического отдела.
Во второй половине 1930-х годов Зудин находился в командировке в Магнитогорске, изучал опыт магнитогорских металлургов, получил предложение от директора ММК Павла Ивановича Коробова остаться работать на комбинате, но решил вернулся на Кузнецкий комбинат.
В 1946—1952 годах Владимир Михайлович работал заместителем начальника доменного цеха Кузнецкого металлургического завода. Начальником того же цеха был известный инженер-металлург Борис Николаевич Жеребин. В 1951 году Владимир Зудин обучался на курсах усовершенствования инженерно-технических работников Министерства чёрной металлургии Советского Союза в городе Свердловске.

### Магнитогорский металлургический комбинат
В 1952 году Владимир Михайлович Зудин получил назначение начальником доменного цеха Магнитогорского металлургического комбината, под его руководством была повышена производительность доменных печей, внедрена технология выплавки маломарганцовистого чугуна, что позволило сократить затраты на производство металла. Кроме того были задуты доменная печь № 9 (1964), ставшая крупнейшей в Европе, и доменная печь № 10 (1965).
В 1957 год был назначен главным инженером Магнитогорского-металлургического комбината, а в 1960 год он сменил Феодосия Воронова на посту директора Магнитогорского металлургического комбината. Во время его руководства на ММК появилось двенадцать передвижных библиотек, была построена капитальная дорога на озеро Банное, где находились магнитогорские базы отдыха.
В 1961 году директором ММК вновь был назначен Феодосий Воронов, Зудин стал его заместителем, возглавил научно-техническое общество комбината.
Работая на комбинате, Зудин большое внимание уделял здоровью трудящихся, так как связывал с этим показателем производительность труда своих подчиненных.

### Дальнейшая жизнь
В начале 1960 годов Зудин перешёл на преподавательскую работу в Магнитогорский горно-металлургический институт, где он вел специальный курс «Эксплуатация доменных печей», был научным руководителем дипломных проектов. Кроме того, Зудин активно занимался научной работой. Владимир Михайлович самостоятельно подготовил сорок инженеров-доменщиков.
Владимир Зудин пятьдесят два года был женат на Александре Евтропьевне Чуприк, имел двух дочерей. Не имел вредных привычек.
4 декабря 1999 года Владимир Михайлович Зудин умер, он был похоронен на Левобережном кладбище города Магнитогорска.

## Награды
- Два ордена Ленина[13]
- Два ордена Трудового Красного Знамени[6]
- Орден «Знак Почёта»[13]
- Медали, в числе которых медалью «За доблестный труд в Великой Отечественной войне 1941—1945 гг.»